# Nati nel 1998/Marzo
| Questa pagina contiene informazioni ricavate automaticamente dalle voci biografiche con l'ausilio del template Bio e di un bot. L'aggiornamento è periodico e automatico e ricostruisce completamente la pagina. Se manca una persona in questa lista, sei pregato di non aggiungerla, ma accertati piuttosto che la sua voce biografica contenga il template Bio e che i dati anagrafici siano correttamente compilati. Se il template Bio manca, inseriscilo tu stesso o, in alternativa, metti l'avviso {{tmp\|Bio}} che ne segnala la mancanza. Se i dati riportati sono sbagliati, correggi direttamente la voce biografica; le modifiche saranno visibili in questa lista entro pochi giorni. Per chiarimenti vedi il progetto biografie. La lista contiene solo le 415 persone che sono citate nell'enciclopedia e per le quali è stato implementato correttamente il template Bio. Pagina aggiornata al 2 ago 2025. |

- 1º marzo - Etienne Amenyido, calciatore tedesco
- 1º marzo - Sherif Kallaku, calciatore albanese
- 1º marzo - Joseph O'Brien, canottiere australiano
- 1º marzo - Niklas Schmidt, calciatore tedesco
- 1º marzo - Tai Xiaohu, tuffatore cinese
- 1º marzo - Tengku Muhammad Ismail, principe malese
- 1º marzo - Aleksandr Šul'ginov, pattinatore di short track russo
- 2 marzo - Matteo Canins, sciatore alpino italiano
- 2 marzo - Roberto Nicolás Fernández, calciatore uruguaiano
- 2 marzo - McKinze Gaines, calciatore statunitense
- 2 marzo - Mario Hodžić, karateka montenegrino
- 2 marzo - Meta Hrovat, ex sciatrice alpina slovena
- 2 marzo - Alejo Macelli, calciatore argentino
- 2 marzo - Răzvan Oaidă, calciatore rumeno
- 2 marzo - Jasper Philipsen, ciclista su strada belga
- 2 marzo - Floni, rapper e produttore discografico islandese
- 2 marzo - Carissa Springett, attrice e modella thailandese
- 2 marzo - Din Sula, calciatore belga
- 2 marzo - Tua Tagovailoa, giocatore di football americano statunitense
- 2 marzo - Zhu Xueying, ginnasta cinese
- 3 marzo - Justin Bakker, calciatore olandese
- 3 marzo - Reda Boultam, calciatore olandese
- 3 marzo - Nicolás Capraro, calciatore argentino
- 3 marzo - Pannin Charnmanoon, attrice televisiva thailandese
- 3 marzo - Alexander Jallow, calciatore svedese
- 3 marzo - Teven Jenkins, giocatore di football americano statunitense
- 3 marzo - Rodgers Kwemoi, mezzofondista keniota
- 3 marzo - Alim McNeill, giocatore di football americano statunitense
- 3 marzo - Naïka, cantautrice francese
- 3 marzo - Jovan Nišić, calciatore serbo
- 3 marzo - Gustavo Nonato, calciatore brasiliano
- 3 marzo - Darius Olaru, calciatore rumeno
- 3 marzo - Joshua Onujiogu, giocatore di football americano statunitense
- 3 marzo - Levi Onwuzurike, giocatore di football americano statunitense
- 3 marzo - Selmir Pidro, calciatore bosniaco
- 3 marzo - Shin Jea-hwan, ginnasta sudcoreano
- 3 marzo - Jonathan Silva Vieira, calciatore brasiliano
- 3 marzo - Jakob Sørensen, calciatore danese
- 3 marzo - Jayson Tatum, cestista statunitense
- 3 marzo - Mark Veenhoven, calciatore olandese
- 3 marzo - Volodymyr Jakimec', calciatore ucraino
- 4 marzo - Giorgi Arabidze, calciatore georgiano
- 4 marzo - Vat'o Arveladze, calciatore georgiano
- 4 marzo - Jordan Fuller, giocatore di football americano statunitense
- 4 marzo - Enus Mariani, ex ginnasta italiana
- 4 marzo - Petar Musa, calciatore croato
- 4 marzo - Jakob Novak, calciatore sloveno
- 4 marzo - Walter Ponce, calciatore cileno
- 4 marzo - Sava Radić, calciatore serbo
- 4 marzo - Rickson, calciatore brasiliano
- 4 marzo - Andrzej Rządkowski, schermidore polacco
- 4 marzo - Safina Sadullayeva, altista uzbeka
- 4 marzo - Obi Toppin, cestista statunitense
- 5 marzo - Erlingur Agnarsson, calciatore islandese
- 5 marzo - Theo Archibald, calciatore scozzese
- 5 marzo - Vladislav Artem'ev, scacchista russo
- 5 marzo - Phiravich Attachitsataporn, attore televisivo thailandese
- 5 marzo - Veljko Birmančević, calciatore serbo
- 5 marzo - Youssouf Dao, calciatore ivoriano
- 5 marzo - Merih Demiral, calciatore turco
- 5 marzo - Sergio Díaz, calciatore paraguaiano
- 5 marzo - Malik Harrison, giocatore di football americano statunitense
- 5 marzo - Conor Hazard, calciatore nordirlandese
- 5 marzo - Ignacio Huguenet, calciatore argentino
- 5 marzo - Gabriel Ibitoye, rugbista a 15 inglese
- 5 marzo - Matthew Lee, tuffatore britannico
- 5 marzo - Yusra Mardini, nuotatrice siriana
- 5 marzo - Diego Rossi, calciatore uruguaiano
- 5 marzo - Anthony Salinitri, hockeista su ghiaccio canadese
- 5 marzo - Anderson Silva da Paixão, calciatore brasiliano
- 5 marzo - Demba Thiam, calciatore senegalese
- 5 marzo - Killian Tillie, cestista francese
- 6 marzo - Ernest Agyiri, calciatore ghanese
- 6 marzo - Lorenzo Bucarelli, cestista italiano
- 6 marzo - Juan Cejas, calciatore argentino
- 6 marzo - Nicholas Diaco, giocatore di football americano statunitense
- 6 marzo - Iñigo Elosegui, ciclista su strada spagnolo
- 6 marzo - Kiryl Maskevič, lottatore bielorusso
- 6 marzo - Julija Os'mak, scacchista ucraina
- 6 marzo - Jemma Reekie, mezzofondista britannica
- 6 marzo - Connor Ronan, calciatore irlandese
- 6 marzo - Ian Smith, calciatore costaricano
- 6 marzo - Wesley Soares, calciatore brasiliano
- 6 marzo - Kyle Trask, giocatore di football americano statunitense
- 6 marzo - Patricia Varvari, attrice italiana
- 7 marzo - Amanda Gorman, poetessa e attivista statunitense
- 7 marzo - Lavdrim Hajrulahu, calciatore svizzero
- 7 marzo - Jizz Hornkamp, calciatore olandese
- 7 marzo - Sven Karić, calciatore sloveno
- 7 marzo - Jean Thierry Lazare, calciatore ivoriano
- 7 marzo - Donovan Pines, calciatore statunitense
- 7 marzo - Charles Rihoux, nuotatore francese
- 7 marzo - Strahinja Stefanović, canoista serbo
- 7 marzo - Gabriella Taylor, tennista britannica
- 7 marzo - Timothé Vergiat, cestista francese
- 7 marzo - Enes Talha Şenses, altista turco
- 8 marzo - Milton Leyendeker, calciatore argentino
- 8 marzo - David Paravjan, scacchista russo
- 8 marzo - Lucas Ríos, calciatore argentino
- 8 marzo - Molly Sterling, cantautrice irlandese
- 9 marzo - Myles Adams, giocatore di football americano statunitense
- 9 marzo - Sebastián Aguirre, attore messicano
- 9 marzo - Kosta Aleksić, calciatore serbo
- 9 marzo - Jan Bamert, calciatore svizzero
- 9 marzo - Tīna Graudiņa, giocatrice di beach volley lettone
- 9 marzo - Najee Harris, giocatore di football americano statunitense
- 9 marzo - Stephanie Jenal, sciatrice alpina svizzera
- 9 marzo - Abdoulaye N'Doye, cestista francese
- 9 marzo - Leverton Pierre, calciatore haitiano
- 9 marzo - Ezequiel Santos da Silva, calciatore brasiliano
- 9 marzo - Felipe Saraiva, calciatore brasiliano
- 9 marzo - Paul Scruggs, cestista statunitense
- 9 marzo - Jakub Sedláček, calciatore slovacco
- 9 marzo - Gentian Selmani, calciatore albanese
- 9 marzo - Benjamín Száraz, calciatore slovacco
- 9 marzo - Kaylin Whitney, velocista statunitense
- 9 marzo - João Lucas, calciatore brasiliano
- 10 marzo - Mateo Aramburú, calciatore uruguaiano
- 10 marzo - Morgan Guilavogui, calciatore guineano
- 10 marzo - Justin Herbert, giocatore di football americano statunitense
- 10 marzo - Hu Mingxuan, cestista cinese
- 10 marzo - Katlego Mohamme, calciatore sudafricano
- 10 marzo - Sandro Notaroberto, calciatore venezuelano
- 10 marzo - Dominik Schmid, calciatore svizzero
- 10 marzo - Alessandro Simioni, cestista italiano
- 10 marzo - Connor Stanhope, attore canadese
- 10 marzo - Matías Zaracho, calciatore argentino
- 11 marzo - Rhenz Abando, cestista filippino
- 11 marzo - Filip Blažek, calciatore slovacco
- 11 marzo - Arnaud Bodart, calciatore belga
- 11 marzo - Pavel Bucha, calciatore ceco
- 11 marzo - Axel Disasi, calciatore francese
- 11 marzo - Salena, cantante austriaca
- 11 marzo - Daton Fix, lottatore statunitense
- 11 marzo - Jessie Fleming, calciatrice canadese
- 11 marzo - Aleix Font, cestista spagnolo
- 11 marzo - Kyle Foster, cestista statunitense
- 11 marzo - Guillermo May, calciatore uruguaiano
- 11 marzo - Hovhannes Nazaryan, calciatore armeno
- 11 marzo - Franco Quiroz, calciatore argentino
- 11 marzo - Michel Ries, ciclista su strada lussemburghese
- 11 marzo - Miguel Rubio, calciatore spagnolo
- 11 marzo - Paweł Twardosz, combinatista nordico polacco
- 11 marzo - Deyovaisio Zeefuik, calciatore olandese
- 12 marzo - Adryelson, calciatore brasiliano
- 12 marzo - Fanny Axelsson, ex sciatrice alpina svedese
- 12 marzo - Emma Bading, attrice tedesca
- 12 marzo - Cesare Barbon, cestista italiano
- 12 marzo - Hasan Bilal, calciatore turco
- 12 marzo - Callum Brittain, calciatore inglese
- 12 marzo - Matteo Cicinelli, pentatleta italiano
- 12 marzo - Matheus Costa, attore e doppiatore brasiliano
- 12 marzo - Aline Danioth, sciatrice alpina svizzera
- 12 marzo - Nadežda Dubovickaja, altista kazaka
- 12 marzo - Carsen Edwards, cestista statunitense
- 12 marzo - Mecole Hardman, giocatore di football americano statunitense
- 12 marzo - Nikita Kalugin, calciatore russo
- 12 marzo - Anton Kralj, calciatore svedese
- 12 marzo - Giulio Maggiore, calciatore italiano
- 12 marzo - Gloria Marinelli, calciatrice italiana
- 12 marzo - Nikola Moro, calciatore croato
- 12 marzo - Clay Mounce, cestista statunitense
- 12 marzo - Louis Muhlen-Schulte, sciatore alpino australiano
- 12 marzo - Luka Pasariček, calciatore croato
- 12 marzo - Santiago Ramírez, calciatore uruguaiano
- 12 marzo - Daniel Samohin, ex pattinatore artistico su ghiaccio israeliano
- 12 marzo - Çelis Taflaj, cestista albanese
- 12 marzo - Dmytro Topalov, calciatore ucraino
- 12 marzo - Justin Turner, cestista statunitense
- 12 marzo - Dario Ulrich, calciatore svizzero
- 12 marzo - Stuart Wilkin, calciatore malaysiano
- 13 marzo - Jay-Roy Grot, calciatore olandese
- 13 marzo - Jack Harlow, rapper statunitense
- 13 marzo - Pavel Kalošin, ex calciatore russo
- 13 marzo - Sō Kawahara, calciatore giapponese
- 13 marzo - Špela Kolbl, calciatrice slovena
- 13 marzo - Shaoang Liu, pattinatore di short track ungherese
- 13 marzo - Jakub Martinec, calciatore ceco
- 13 marzo - Janni-Luca Serra, calciatore tedesco
- 13 marzo - Emil Tischler, calciatore austriaco
- 13 marzo - Ahmed Touba, calciatore belga
- 13 marzo - Filip Vennerström, ex sciatore alpino svedese
- 13 marzo - Byron Young, giocatore di football americano statunitense
- 13 marzo - Bence Ötvös, calciatore ungherese
- 14 marzo - Bilel Bellahcene, scacchista algerino
- 14 marzo - Isaac Buckley-Ricketts, calciatore inglese
- 14 marzo - Yvo Calleros, calciatore uruguaiano
- 14 marzo - Abdourazak Mahamoud Daher, calciatore gibutiano
- 14 marzo - Kim Da-yeong, giocatrice di go sudcoreana
- 14 marzo - Svetoslav Kovačev, calciatore bulgaro
- 14 marzo - Maarten Paes, calciatore olandese
- 14 marzo - Luca Pandolfi, calciatore italiano
- 14 marzo - Julian Schütter, ex sciatore alpino austriaco
- 15 marzo - Sebastian Breza, calciatore canadese
- 15 marzo - Mark Brink, calciatore danese
- 15 marzo - Marvin Fuchs, giocatore di football americano tedesco
- 15 marzo - Andreas Helmersen, calciatore norvegese
- 15 marzo - Mate Kalajžić, cestista croato
- 15 marzo - Rachael Kramer, pallavolista statunitense
- 15 marzo - Abasgadži Magomedov, lottatore russo
- 15 marzo - Zehrudin Mehmedović, calciatore serbo
- 15 marzo - George Papas, cestista statunitense
- 15 marzo - Austin Wilmot, pallavolista statunitense
- 16 marzo - Marcus Degerlund, calciatore svedese
- 16 marzo - Mohamed Ibrahim El-Sayed, lottatore egiziano
- 16 marzo - Constantin Frantzen, tennista tedesco
- 16 marzo - Marco Friedl, calciatore austriaco
- 16 marzo - Bence Gergényi, calciatore ungherese
- 16 marzo - Giulia Formenton, canoista italiana
- 16 marzo - Martin Hongla, calciatore camerunese
- 16 marzo - Haruka Kitaguchi, giavellottista giapponese
- 16 marzo - Angel Ljaskov, calciatore bulgaro
- 16 marzo - Luka Marin, calciatore croato
- 16 marzo - Martín Pino, calciatore argentino
- 16 marzo - Lil Keed, rapper statunitense († 2022)
- 16 marzo - Nehar Sadiki, calciatore macedone
- 16 marzo - Léo Seydoux, calciatore svizzero
- 16 marzo - Terrence Tisdell, calciatore liberiano
- 17 marzo - Demba Bamba, rugbista a 15 francese
- 17 marzo - Luís Henrique, calciatore brasiliano
- 17 marzo - Adonis Frías, calciatore argentino
- 17 marzo - Lize Kop, calciatrice olandese
- 17 marzo - Vitalij Movčan, militare ucraino († 2022)
- 17 marzo - Nathan O'Toole, attore irlandese
- 17 marzo - Uroš Račić, calciatore serbo
- 17 marzo - Sherwin Seedorf, calciatore olandese
- 17 marzo - Katrine Svane, calciatrice danese
- 17 marzo - Agata Zupin, ostacolista slovena
- 18 marzo - Juozas Baikštys, altista lituano
- 18 marzo - Marta Cavalli, ciclista su strada e pistard italiana
- 18 marzo - Abigail Cowen, attrice e modella statunitense
- 18 marzo - Caterina Di Fuccia, modella italiana
- 18 marzo - Jamie-Lee Kriewitz, cantante tedesca
- 18 marzo - Konstantin Kučaev, calciatore russo
- 18 marzo - Orel Mangala, calciatore belga
- 18 marzo - Mateo Marić, calciatore bosniaco
- 18 marzo - Robby McCrorie, calciatore scozzese
- 18 marzo - Ross McCrorie, calciatore scozzese
- 18 marzo - Wes Nelson, personaggio televisivo, cantante e rapper britannico
- 18 marzo - Kylee Shook, cestista statunitense
- 18 marzo - Miltiadīs Tentoglou, lunghista greco
- 18 marzo - Zane Waddell, ex nuotatore sudafricano
- 18 marzo - Brandon Walton, giocatore di football americano statunitense
- 19 marzo - Caterina Carpano, snowboarder italiana
- 19 marzo - José Gabriel Cevallos, calciatore ecuadoriano
- 19 marzo - Julian Love, giocatore di football americano statunitense
- 19 marzo - Aleksandr Maksimenko, calciatore russo
- 19 marzo - Ricardo Mangas, calciatore portoghese
- 19 marzo - Julián Marcioni, calciatore argentino
- 19 marzo - Jonathan Josué Martínez Solano, calciatore costaricano
- 19 marzo - Sakura Miyawaki, cantante, modella e attrice giapponese
- 19 marzo - Louis Olinde, cestista tedesco
- 19 marzo - Shaquille Pinas, calciatore olandese
- 19 marzo - Brigitte Sleeking, pallanuotista olandese
- 19 marzo - Tihomir Todorov, giocatore di football americano serbo
- 20 marzo - Nolan Bernat, giocatore di football americano statunitense
- 20 marzo - Samuele Burgo, canoista italiano
- 20 marzo - Pedro Vitor, calciatore brasiliano
- 20 marzo - Nahuel Furtado, calciatore uruguaiano
- 20 marzo - Letesenbet Gidey, mezzofondista e maratoneta etiope
- 20 marzo - Lee Su-ji, cantante e attrice sudcoreana
- 20 marzo - John Mooney, cestista statunitense
- 20 marzo - Haik Moussakhanian, calciatore francese
- 20 marzo - Toni Moya, calciatore spagnolo
- 20 marzo - Jakub Murias, ciclista su strada polacco
- 20 marzo - Boriša Simanić, cestista serbo
- 20 marzo - Victor Stînă, calciatore moldavo
- 20 marzo - Giovanni Troupée, calciatore olandese
- 20 marzo - Yoon Jong-gyu, calciatore sudcoreano
- 20 marzo - Davor Zdravkovski, calciatore macedone
- 20 marzo - Rui Pedro da Silva e Sousa, calciatore portoghese
- 21 marzo - Miles Bridges, cestista statunitense
- 21 marzo - Pol Figueras, cestista spagnolo
- 21 marzo - Łukasz Gutkowski, pentatleta polacco
- 21 marzo - Zakaria Hamadi, calciatore italiano
- 21 marzo - Kalle Joelsson, calciatore svedese
- 21 marzo - Edon Maxhuni, cestista finlandese
- 21 marzo - Zech McPhearson, giocatore di football americano statunitense
- 21 marzo - Ahmed Atef, calciatore egiziano
- 21 marzo - Marta Pandini, calciatrice italiana
- 21 marzo - Francesca Parmesani, cestista italiana
- 21 marzo - Daniil Penčikov, calciatore russo
- 21 marzo - Anna Rogers, tennista statunitense
- 21 marzo - Giovanni Veronesi, cestista italiano
- 21 marzo - Woo Ha-ram, tuffatore sudcoreano
- 21 marzo - Ondřej Šašinka, calciatore ceco
- 22 marzo - Patrik Demjén, calciatore ungherese
- 22 marzo - Alexander Donchenko, scacchista tedesco
- 22 marzo - Gu Zihao, goista cinese
- 22 marzo - Yeison Guzmán, calciatore colombiano
- 22 marzo - Lukáš Klein, tennista slovacco
- 22 marzo - Sipho Mbule, calciatore sudafricano
- 22 marzo - Ahmed Abou El Fotouh, calciatore egiziano
- 22 marzo - Ivajlo Najdenov, calciatore bulgaro
- 22 marzo - Paola Andino, attrice statunitense
- 22 marzo - Rui Pires, calciatore portoghese
- 22 marzo - Mads Sande, calciatore norvegese
- 22 marzo - Miłosz Szczepański, calciatore polacco
- 23 marzo - Prince Balde, calciatore liberiano
- 23 marzo - Kaila Charles, cestista statunitense
- 23 marzo - Baron Kibamba, calciatore congolese (Repubblica del Congo)
- 23 marzo - Yusuf Lawal, calciatore nigeriano
- 23 marzo - Vinícius Locatelli, calciatore brasiliano
- 23 marzo - Aleksandr Melichov, calciatore russo
- 23 marzo - Matías Palavecino, calciatore argentino
- 23 marzo - Alessia Piazza, calciatrice italiana
- 23 marzo - Przemysław Płacheta, calciatore polacco
- 23 marzo - Genaro Rodríguez, calciatore spagnolo
- 23 marzo - Gonzalo Villar, calciatore spagnolo
- 24 marzo - Marcelo Arce, calciatore paraguaiano
- 24 marzo - Kara Bajema, pallavolista statunitense
- 24 marzo - Christopher Briney, attore statunitense
- 24 marzo - Ethel Cain, cantautrice statunitense
- 24 marzo - Abdu Conté, calciatore portoghese
- 24 marzo - Youba Diarra, calciatore maliano
- 24 marzo - Dario Drežnjak, cestista bosniaco
- 24 marzo - Dani Escriche, calciatore spagnolo
- 24 marzo - Samir Gbetkom, cestista camerunese
- 24 marzo - Karolis Giedraitis, cestista lituano
- 24 marzo - Jaren Hall, giocatore di football americano statunitense
- 24 marzo - Damar Hamlin, giocatore di football americano statunitense
- 24 marzo - Miro Muheim, calciatore svizzero
- 24 marzo - Martina Rizzelli, ex ginnasta italiana
- 24 marzo - Samori Toure, giocatore di football americano statunitense
- 24 marzo - Federico Vera, calciatore argentino
- 24 marzo - Vitinho, calciatore brasiliano
- 24 marzo - Carl Wheatle, cestista britannico
- 25 marzo - Martina Berta, mountain biker italiana
- 25 marzo - Ulises Blanch, tennista statunitense
- 25 marzo - Anthon Charmig, ciclista su strada danese
- 25 marzo - Alberto Dainese, ciclista su strada italiano
- 25 marzo - Ermedin Demirović, calciatore bosniaco
- 25 marzo - Patryk Dziczek, calciatore polacco
- 25 marzo - Màxim Esteban, cestista spagnolo
- 25 marzo - Trysten Hill, giocatore di football americano statunitense
- 25 marzo - Davide Moretti, cestista italiano
- 25 marzo - Maite Oroz, calciatrice spagnola
- 25 marzo - Miron Ruina, cestista finlandese
- 25 marzo - Phillip Seidler, nuotatore namibiano
- 25 marzo - Ryan Simpkins, attrice statunitense
- 25 marzo - Jocelyn Willoughby, cestista statunitense
- 26 marzo - Omar Ayuso, attore spagnolo
- 26 marzo - Meldin Drešković, calciatore montenegrino
- 26 marzo - Sindre André Eggen, giocatore di calcio a 5 e calciatore norvegese
- 26 marzo - Johannes Erm, multiplista estone
- 26 marzo - Iván Erquiaga, calciatore argentino
- 26 marzo - Georgij Machatadze, calciatore russo
- 26 marzo - Riccardo Marchizza, calciatore italiano
- 26 marzo - Satoko Miyahara, pattinatrice artistica su ghiaccio giapponese
- 26 marzo - Matías Moya, calciatore argentino
- 26 marzo - Matías Nani, calciatore argentino
- 26 marzo - Leaonna Odom, cestista statunitense
- 26 marzo - Oleksandr Petrusenko, calciatore ucraino
- 26 marzo - Emil Savić, cestista croato
- 26 marzo - Marquez Stevenson, giocatore di football americano statunitense
- 26 marzo - Isaiah Whaley, cestista statunitense
- 27 marzo - Jahvon Blair, cestista canadese
- 27 marzo - Marquez Callaway, giocatore di football americano statunitense
- 27 marzo - Finn Dahmen, calciatore tedesco
- 27 marzo - Tristan Dekker, calciatore olandese
- 27 marzo - Elena Dhont, calciatrice belga
- 27 marzo - Geyse Ferreira, calciatrice brasiliana
- 27 marzo - Kylen Granson, giocatore di football americano statunitense
- 27 marzo - Johanna Hagström, fondista svedese
- 27 marzo - Mack Hansen, rugbista a 15 australiano
- 27 marzo - Stanislav Magkeev, calciatore russo
- 27 marzo - Giannīs Mpouzoukīs, calciatore greco
- 27 marzo - Jesús Piñuelas, calciatore messicano
- 27 marzo - Charles Snowden, giocatore di football americano statunitense
- 27 marzo - Ľubomír Tupta, calciatore slovacco
- 27 marzo - Haji Wright, calciatore statunitense
- 28 marzo - L.J. Figueroa, cestista statunitense
- 28 marzo - James Fouché, ciclista su strada neozelandese
- 28 marzo - Aleks Grozdanov, pallavolista bulgaro
- 28 marzo - Elsa Håkansson-Fermbäck, sciatrice alpina svedese
- 28 marzo - Lars Lagerpusch, cestista tedesco
- 28 marzo - Sandi Lovrić, calciatore austriaco
- 28 marzo - Nicholas Milgate, giocatore di football americano statunitense
- 28 marzo - Dillon Radunz, giocatore di football americano statunitense
- 28 marzo - Gašper Trdin, calciatore sloveno
- 28 marzo - M.J. Walker, cestista statunitense
- 28 marzo - Lindell Wigginton, cestista canadese
- 28 marzo - Maja Bay Østergaard, calciatrice danese
- 29 marzo - Aditi Ashok, golfista indiana
- 29 marzo - Oleksij Bykov, calciatore ucraino
- 29 marzo - Luis Cartés, calciatore uruguaiano
- 29 marzo - Ross Doohan, calciatore scozzese
- 29 marzo - Marco Murgano, ex ciclista su strada italiano
- 29 marzo - Daniel Naumov, calciatore bulgaro
- 29 marzo - Alex Neustaedter, attore statunitense
- 29 marzo - Júlio Romão, calciatore brasiliano
- 29 marzo - Klara Thormalm, nuotatrice svedese
- 30 marzo - Carlos Benavídez, calciatore uruguaiano
- 30 marzo - Ian Book, giocatore di football americano statunitense
- 30 marzo - Tomás Conechny, calciatore argentino
- 30 marzo - Christopher Godet, calciatore bahamense
- 30 marzo - Diogo Miguel Guedes Almeida, calciatore portoghese
- 30 marzo - Ji Hye-won, attrice sudcoreana
- 30 marzo - Wilhelm Loeper, calciatore svedese
- 30 marzo - Agnese Marteddu, doppiatrice italiana
- 30 marzo - Nacho Méndez, calciatore spagnolo
- 30 marzo - Matej Oravec, calciatore slovacco
- 30 marzo - Klara Perić, pallavolista croata
- 31 marzo - Oskar Buur, calciatore danese
- 31 marzo - Khalil Dorsey, giocatore di football americano statunitense
- 31 marzo - Lea Fischer, fondista svizzera
- 31 marzo - Angela Kulikov, tennista statunitense
- 31 marzo - Marko Milićković, calciatore montenegrino
- 31 marzo - Raisa Musina, cestista russa
- 31 marzo - Marko Nikolić, calciatore serbo
- 31 marzo - Darcy Roper, lunghista australiano
- 31 marzo - Rafael Sangiovani, calciatore argentino
- 31 marzo - Anna Seidel, pattinatrice di short track tedesca
- 31 marzo - Devonte Wyatt, giocatore di football americano statunitense
- 31 marzo - Bruno José, calciatore brasiliano